# WWE-pay-per-viewevenementen 2016
Dit is een kleine overzicht van WWE-pay-per-viewevenementen in 2016 die georganiseerd en geproduceerd werden door de Amerikaanse worstelorganisatie WWE.

## Evenementen
| Evenement                    | Datum             | Stad                     | Locatie                                |
| ---------------------------- | ----------------- | ------------------------ | -------------------------------------- |
| Royal Rumble                 | 24 januari 2016   | Orlando (Florida)        | Amway Center                           |
| Fastlane                     | 21 februari 2016  | Cleveland (Ohio)         | Quicken Loans Arena                    |
| Roadblock                    | 12 maart 2016     | Toronto, Ontario, Canada | Ricoh Coliseum                         |
| NXT TakeOver: Dallas         | 1 april 2016      | Dallas (Texas)           | Kay Bailey Hutchison Convention Center |
| WrestleMania 32              | 3 april 2016      | Arlington (Texas)        | AT&T Stadium                           |
| Payback                      | 1 mei 2016        | Rosemont (Illinois)      | Allstate Arena                         |
| Extreme Rules                | 22 mei 2016       | Newark (New Jersey)      | Prudential Center                      |
| NXT TakeOver: The End        | 8 juni 2016       | Winter Park (Florida)    | Full Sail University                   |
| Money in the Bank            | 19 juni 2016      | Paradise (Nevada)        | T-Mobile Arena                         |
| Battleground                 | 24 juni 2016      | Washington D.C.          | Verizon Center                         |
| NXT TakeOver: Brooklyn II    | 20 augustus 2016  | Brooklyn (New York)      | Barclays Center                        |
| SummerSlam                   | 21 augustus 2016  | Brooklyn (New York)      | Barclays Center                        |
| Backlash                     | 11 september 2016 | Richmond (Virginia)      | Richmond Coliseum                      |
| Cruiserweight Classic Finale | 14 september 2016 | Winter Park (Florida)    | Full Sail University                   |
| Clash of Champions           | 25 september 2016 | Indianapolis             | Bankers Life Fieldhouse                |
| No Mercy                     | 9 oktober 2016    | Sacramento               | Golden 1 Center                        |
| Hell in a Cell               | 30 oktober 2016   | Boston                   | TD Garden                              |
| NXT TakeOver: Toronto        | 19 november 2016  | Toronto, Ontario, Canada | Air Canada Centre                      |
| Survivor Series              | 20 november 2016  | Toronto, Ontario, Canada | Air Canada Centre                      |
| TLC                          | 4 december 2016   | Dallas (Texas)           | American Airlines Center               |
| Roadblock: End of the Line   | 18 december 2016  | Pittsburgh               | PPG Paints Arena                       |